# Talorchestia deshayesii
Espèce
Talorchestia deshayesii est une espèce de crustacés amphipodes de la famille de Talitridae (les « puces de mer »).
Elle creuse dans le sable fin des plages, en milieu abrité, sur la partie haute de l’estran (étage supra-littoral).

## Description
Talorchestia deshayesii accompagne souvent Talitrus saltator dont il se distingue aisément, par le fait que les mâles possèdent un gnathopode 2 très caractéristique, pourvu d’une grande pince constituée par le propode et le dactyle. Le propode, très long, est muni d’une forte dent recourbée près de sa base, vers laquelle vient se replier le dactyle à extrémité également courbe (le gnathopode 2 des talitres mâles possède un propode d’une largeur semblable à celle de l’article précédent et un dactyle très petit). 
Sa longueur atteint une quinzaine de millimètres. Il est d’une couleur variable, brune, verte ou rouge avec parfois des taches plus foncées ou des bandes longitudinales.

## Biologie
Dans le sud de l’Italie, en mer Ionienne, Talorchestia deshayesii est l’espèce dominante des laisses de mer à posidonies, il vit dans une bande étroite près de la mer en hiver et en été et se disperse dans l’étage supra-littoral en automne et au printemps. La densité de la population présente des variations saisonnières, elle atteint son maximum en mars avec 1728 individus au mètre carré.
Les mâles atteignent une longueur totale de 13,2 mm et les femelles 12,6 mm. 
La reproduction a lieu toute l’année et atteint un maximum en juin (54 % des femelles ovigères). Les femelles entrent en reproduction à la taille de 5,1 mm et portent entre 3 et 20 œufs.
Il y a deux générations par an et la durée de vie est de l’ordre de 5 à 8 mois.
Comme d’autres talitridés Talorchestia deshayesii peut être utilisé comme indicateur environnemental susceptible de fournir des renseignements sur les perturbations subies par les plages notamment à cause de la fréquentation touristique.

## Répartition
C’est une espèce du nord-est Atlantique que l’on rencontre du Danemark à la Méditerranée et jusque dans la mer Noire.